# اسپارتاک میشولین
اسپارتاک میشولین (روسی: Спартак Васильевич Мишулин؛ ۲۲ اکتبر ۱۹۲۶ – ۱۷ ژوئیهٔ ۲۰۰۵) هنرپیشه اهل اتحاد جماهیر شوروی سوسیالیستی بود. وی بین سال‌های ۱۹۶۰ تا ۲۰۰۵ میلادی فعالیت می‌کرد.
از فیلم‌ها یا برنامه‌های تلویزیونی که وی در آن نقش داشته‌است می‌توان به مرشد و مارگاریتا اشاره کرد.
وی همچنین برندهٔ جوایزی همچون نشان دوستی و هنرمند مردمی جمهوری شوروی فدراتیو سوسیالیستی روسیه شده‌است.